# Schlacht am Bergisel

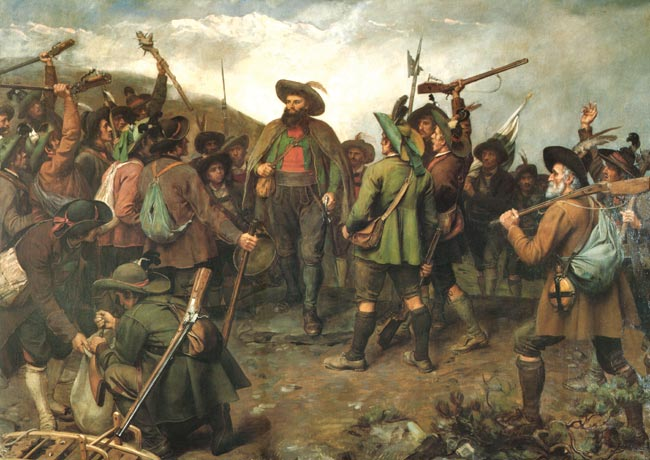
Franz von Defregger: Vorabend der Bergisel-Schlacht

Die vier Schlachten am Bergisel im Jahre 1809 waren Teil des Tiroler Volksaufstandes unter Führung von Andreas Hofer, die gegen die napoleonischen Franzosen und ihre Verbündeten, die Bayern, am Bergisel bei Innsbruck geführt wurden. Im Gegensatz zu heute bezeichnete man auch die Berghänge von der Sillschlucht bis zum Anstieg nach Natters als Bergisel.

## Ausgangssituation
Sacile – Teugn-Hausen – Weichselfeldzug – Raszyn – Abensberg – Landshut – Eggmühl – Regensburg – Neumarkt – Ebelsberg – Piave – Aspern – Sankt Michael – Stralsund – Bergisel – Raab/Győr – Graz – Wagram – Korneuburg – Stockerau – Gefrees – Hollabrunn (Schöngrabern) – Znaim – Walcheren–Schlacht an der Baskischen Reede
Ursache der Schlachten am Bergisel war die bayerische Herrschaft in Tirol, die unter anderem zur Aufhebung des Landlibell von 1511 (Missachtung der Tiroler Wehrverfassung) und massiven Eingriffen in das traditionelle religiöse Leben führten. Auslöser war die Zwangsaushebung von Rekruten in Axams im Zuge der Einführung der allgemeinen Wehrpflicht. Anfang April 1809 erhob sich in ganz Tirol der „Landsturm“. Der Kampf um Innsbruck entbrannte am 12. April 1809.

## Erste Bergiselschlacht (12. April 1809)
In der ersten Bergiselschlacht am 12. April 1809 wurde die Landeshauptstadt Innsbruck durch Tiroler Streitkräfte unter Führung des Schützenhauptmanns Martin Teimer befreit. Die bayerischen Truppen unter General Kinckel mussten sich den Tirolern ergeben.
Am 13. April 1809 kapitulierte eine Streitmacht aus Bayern und Franzosen unter General Bisson, die vom Brennerpass kam und Innsbruck aus den Händen der Tiroler wieder zurückerobern wollte.
Durch eine List Martin Teimers, der als Tiroler Standschütze in die Uniform eines pensionierten Offiziers des österreichischen Armeegeneralstabes, Major Spaur, geschlüpft war, wurde ein neuerlicher Kampf um Innsbruck verhindert. Teimer ließ durch einen Dolmetscher namens Lener eine Kapitulationsverhandlung bei Wilten anberaumen und zu einem festgelegten Zeitpunkt einen Kanonenschuss abfeuern.
Durch sein energisches Auftreten als falscher Generalstäbler der österreichischen Armee konnte er überzeugend behaupten, die Hilfstruppen der österreichischen Armee seien schon vor Innsbruck.
Tatsächlich waren sie erst an der nördlichen Grenze bei Kufstein.
Die 8000 Bayern und Franzosen kapitulierten kampf- und bedingungslos.
Zusammen mit Andreas Hofer hatte er als Vertrauensmann von Erzherzog Johann in einer „Offenen Order“ an alle Tiroler Milizhauptleute am 9. April 1809 zum Tiroler Aufstand aufgerufen.
Am 15. Mai 1809 wurde er auch zusammen mit Hofer vom Kaiser in den einfachen Adelsstand erhoben.
Um den Kapitulationsvertrag abzusichern, wurde Teimer von Kaiser Franz I. nachträglich zum Major der Armee ernannt. Später (1810 und 1812) erhielt er den Maria-Theresia-Orden und wurde als Freiherr von Wiltau (Wilten) in den höheren Adel aufgenommen.

## Zweite Bergiselschlacht (29. Mai 1809)
Die Kämpfe von 25. und 29. Mai 1809 werden zusammen als die zweite Bergiselschlacht gezählt.
In den Morgenstunden des 25. Mai traf ein etwa 5.000 Mann starkes Bauernheer in Matrei ein und begann mit der Besetzung der Berghänge südlich von Innsbruck. Josef Speckbacher rückte vom Unterinntal mit etwa 1.000 Schützen an, weiters wurden die Tiroler von rund 1.200 Mann österreichischer Infanterie unterstützt, die über fünf Geschütze verfügten. Es kam bald zu Kämpfen auf breiter Front mit den knapp 5.000 bayerischen Soldaten unter General Deroy, ohne dass jedoch die Tiroler unter Andreas Hofer einen genauen Schlachtplan hatten.
Die anbrechende Nacht und ein Gewitterregen verhinderten eine Entscheidung – die Bayern behaupteten die Talebene, die Tiroler die Berghänge. Die Schützenführer Hofer, Haspinger und Speckbacher hatten Schwierigkeiten, die Schützen auf dem Bergisel zu halten. Die Bauern wollten schnell siegen und heim aufs Feld. Doch dann traf in Tirol die Nachricht ein, dass Napoleon in der Schlacht bei Aspern bei Wien besiegt worden war. Dies war der Grund, warum die Schützen voller Zuversicht und siegreich am Morgen des 29. Mai erneut angriffen. Die bayerischen Truppen erlitten große Verluste und mussten den Rückzug in das Unterinntal antreten.
Am 30. Mai zog Andreas Hofer in Innsbruck ein. Dazu gibt es noch eine alte Erzählung:
Am Abend des 25. Mai 1809 saß der Sandwirt Andreas Hofer im Gasthof Schupfen, in seinem Hauptquartier, mit seinen Getreuen zusammen. Plötzlich kam ein alter Mann und verlangte, zum Sandwirt vorgelassen zu werden. Als er endlich vor dem Tisch stand, an dem Hofer saß, sagte er zu ihm: „Hofer Ander, am Morgen des 29. Mai musst Du angreifen, dann siegen die Tiroler!“ Der Alte verschwand; trotz Befragen und Umhören konnte nie ermittelt werden, wer dieser Mann war. So bildete sich die Meinung, dass ein Engel in Verkleidung des Alten erschienen sei, der dem Sandwirt den Termin für den Angriff mitgeteilt habe.
Soweit die Sage.
Nach der verlorenen Schlacht bei Aspern (am 21./22. Mai) konnte Napoleon jedoch seinerseits die Österreicher am 5. und 6. Juli in der Schlacht bei Wagram schlagen und sie zu einem am 12. Juli in Znaim unterzeichneten Waffenstillstand zwingen.

## Dritte Bergiselschlacht (13. August 1809)
In der zweiten Julihälfte marschierte eine 25.000 Mann starke Armee auf Napoleons Befehl hin auf allen Seiten nach Tirol ein, der jedoch in Kämpfen um die Lienzer Klause, an der Ehrenberger Klause bei Reutte, an der Pontlatzer Brücke zwischen Landeck und Prutz und in der Eisackschlucht zwischen Sterzing und Brixen große Verluste zugefügt wurden.
Die Entscheidungsschlacht wurde am 13. August am Bergisel geschlagen. 15.000 bayerische, sächsische und französische Soldaten unter der Führung des französischen Marschalls Lefèbvre standen einem ebenso großen Tiroler Schützenaufgebot unter Andreas Hofer gegenüber. Die von Peter Mayr befehligten Kompanien aus Süd- und Nordtirol bildeten dabei das Zentrum des tirolischen Aufgebotes. Lefèbvre blieb nach einem Ruhetag nichts anderes mehr übrig, als am 15. August den Rückzug durch das Unterinntal anzutreten.
Andreas Hofer regierte das Land als Oberkommandant in der Hofburg.
Der im Oktober 1809 unterzeichnete Friede von Schönbrunn beinhaltete die endgültige Aufgabe der Tiroler Gebiete durch den österreichischen Kaiser.

## Vierte Bergiselschlacht (1. November 1809)

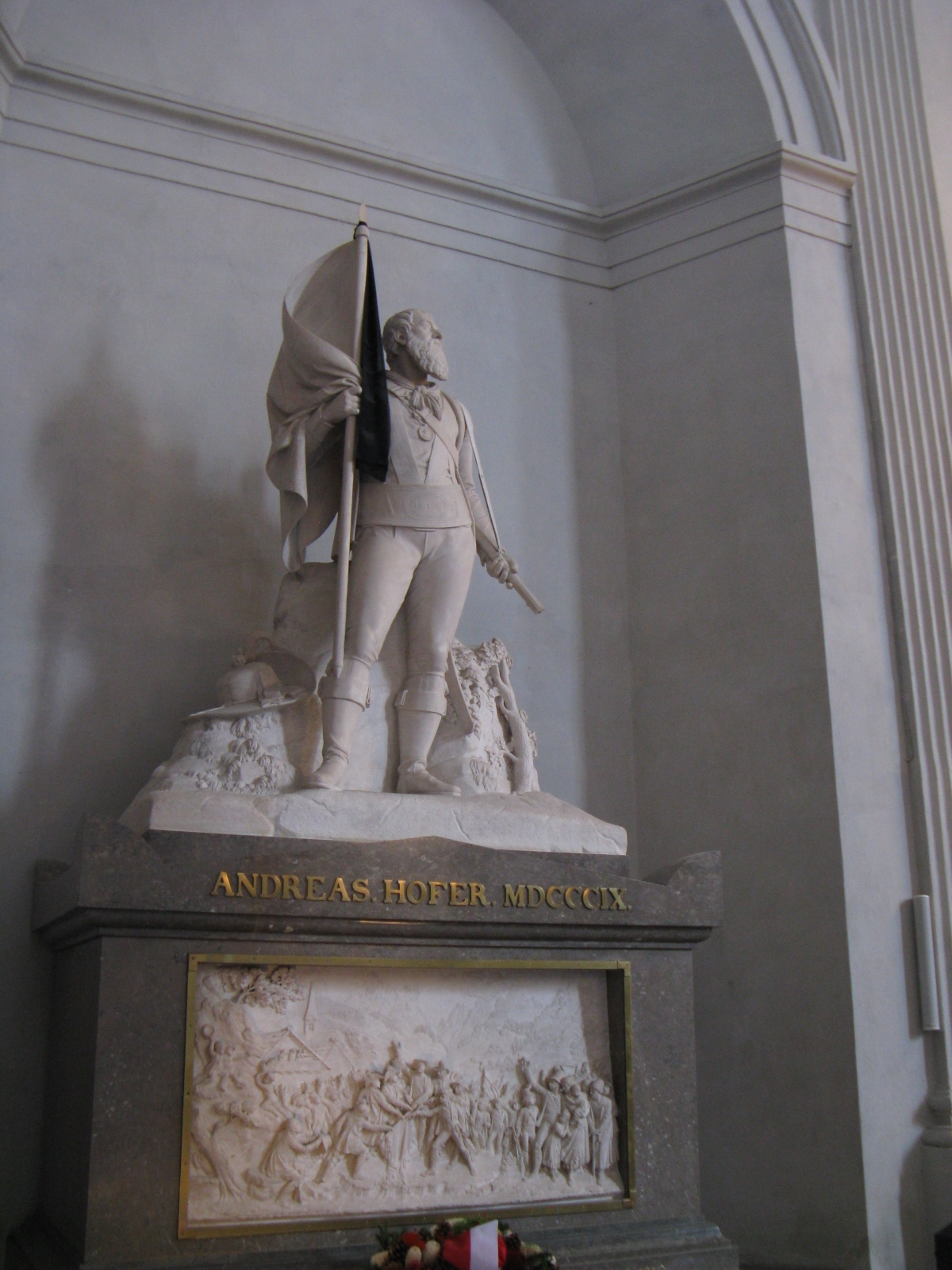
Andreas-Hofer-Grabmal in der Hofkirche (Innsbruck) in Innsbruck

Noch am Tag des Friedensschlusses gab Napoleon den Befehl, Tirol zu unterwerfen. Mitte Oktober traten bayerische Truppen zum Sturm auf Tirol an, und bereits am 24. Oktober standen sie vor Innsbruck. Hofer hatte die Landeshauptstadt schon verlassen und zögerte mit einem neuerlichen Angriff.
Nach leichten Gefechten traten die Bayern am 1. November in der Früh zum Sturm auf den Bergisel an, und nach einem knapp zweistündigen Gefecht war die letzte Bergiselschlacht für die Tiroler verloren.
Einzelne Erfolge Mitte November, etwa bei Meran oder St. Leonhard in Passeier, konnten die Niederlage nicht verhindern, und Andreas Hofer wurde nach einem Verrat am 28. Januar 1810 gefangen genommen und am 20. Februar 1810 in Mantua in Italien exekutiert.

## Auswirkungen
Die südlichen italienischen Sprachgebiete und der südlichste Teil des deutschsprachigen Tirols (einschließlich Bozen) wurden zum italienischen Königreich geschlagen; Osttirol mit Lienz, Sillian und Matrei wurde Teil der Illyrischen Provinzen Frankreichs.
Nach der Niederlage Napoleons 1813/1814 kam Tirol wieder zu Österreich und wurde um die bis 1805 salzburgischen Gebiete Zillertal, Brixental und Matrei vergrößert.

## Zeitzeugnisse
- Innsbrucker Riesenrundgemälde
- Andreas-Hofer-Denkmal am Bergisel
- Grab in der Innsbrucker Hofkirche
- Hofer-Kreuzer – Münzen des Tiroler Volksaufstandes

Siehe auch: Liste von Schlachten, Liste der Kriege, Fünfter Koalitionskrieg